# El Juvani
El Juvani es un ejido yaqui del municipio de Bácum ubicado en el sur del estado mexicano de Sonora en la zona del Valle del Yaqui cercana a la afluencia del río Yaqui. Según los datos del Censo de Población y  Vivienda realizado en 2020 por el Instituto Nacional de Estadística y Geografía (INEGI), El Juvani tiene un total de 241 habitantes. Fue fundado en los años 1930.

## Geografía
Véase también: Geografía del municipio de Bácum
El Juvani se sitúa en las coordenadas geográficas 27°31′36″ de latitud norte y 110°07'12" de longitud oeste del meridiano de Greenwich, a una elevación de 25 metros sobre el nivel del mar, se encuentra en el territorio centro del municipio de Bácum, en el valle del Yaqui.